# غنت-وفلجم للسيدات 2019
غنت-وفلجم للسيدات 2019 (بالإنجليزية: 2019 Gent–Wevelgem)‏ هو سباق دراجات هوائية، وهو الموسم رقم 8 من السباق، وأقيم في 31 مارس 2019، وامتدّ لمسافة 136.9 كيلومتر، وهو أحد سباقات طواف العالم للدراجات للنساء 2019، وهو من نوع سباق الدراجات.
فاز فيه بالمركز الأول كيرستن وايلد، وبالمركز الثاني لورينا ويبيس، وبالمركز الثالث ليتيزيا باتيرنوستر.

## الفرق
| فرق سيدات محترفة (24)- يو أي أيه تيم ‏ - Aromitalia–Basso Bikes–Vaiano ‏ - أيه آر مونكس برو سيكلينج للسيدات ‏ - GT Krush Rebellease Pro Cycling ‏ - Équipe Paule Ka ‏ - إس دي وركس ‏ - BTC City Ljubljana ‏ - كانيون إس آر إيه إم راسينغ 2019 ‏ - ليف ريسينغ ‏ - دولتشيني فان إيك سبورت 2019 ‏ - دروبز 2019 ‏ - FDJ–Suez ‏ - Health Mate–Cyclelive Team ‏ - هايتك بوردكتس-بيرك سبورت 2019 ‏ - لوتو سودال للسيدات 2019 ‏ - Liv AlUla Jayco ‏ - موفيستار للسيدات ‏ - باركهوتل فالكنبورغ 2019 ‏ - فريق سنويب للسيدات 2019 ‏ - EF Education–Tibco–SVB ‏ - Lidl–Trek (women's team) ‏ - فالكار سيلانس 2019 ‏ - Team Virtu Cycling Women ‏ - Ceratizit Pro Cycling ‏ |  |
| |  |

## التصنيف العام النهائي
| \| التصنيف العام \| التصنيف العام \| التصنيف العام \| التصنيف العام \| التصنيف العام \| \| المتسابقة \| المتسابقة \| الفريق \| الوقت \| \| \| ------------- \| ----------------------------- \| ------------------------------------------ \| ------------- \| ------------- \| \| 1 \| كيرستن وايلد \| Ceratizit Pro Cycling [الإنجليزية]‏ \| 3 س 33 د 34 ث \| \| \| 2 \| لورينا ويبيس \| باركهوتل فالكنبورغ [الإنجليزية]‏ \| + 0 ث \| \| \| 3 \| ليتيزيا باتيرنوستر \| Lidl–Trek (women's team) [الإنجليزية]‏ \| + 0 ث \| \| \| 4 \| مارتا باستيانيلي \| Team Virtu Cycling Women [الإنجليزية]‏ \| + 0 ث \| \| \| 5 \| ايمي بيترز \| إس دي وركس [الإنجليزية]‏ \| + 0 ث \| \| \| 6 \| لوت كوبيكي \| لوتو بيليسول للسيدات [الإنجليزية]‏ \| + 0 ث \| \| \| 7 \| Michela Balducci [الإنجليزية]‏ \| Aromitalia–Basso Bikes–Vaiano [الإنجليزية]‏ \| + 0 ث \| \| \| 8 \| إيلينا سيتشيني \| كانيون–إس آر إيه إم [الإنجليزية]‏ \| + 0 ث \| \| \| 9 \| إليسا بالسامو \| فالكار سيلانس [الإنجليزية]‏ \| + 0 ث \| \| \| 10 \| مارتا كافالي \| فالكار سيلانس [الإنجليزية]‏ \| + 0 ث \| \| |                    |                                |               |  |
| |                    |                                |               |  |
| مصدر: ProCyclingStats |                    |                                |               |  |
| التصنيف العام |                    |                                |               |  |
| المتسابقة | المتسابقة          | الفريق                         | الوقت         |  |
| 1 | كيرستن وايلد       | Ceratizit Pro Cycling ‏         | 3 س 33 د 34 ث |  |
| 2 | لورينا ويبيس       | باركهوتل فالكنبورغ ‏            | + 0 ث         |  |
| 3 | ليتيزيا باتيرنوستر | Lidl–Trek (women's team) ‏      | + 0 ث         |  |
| 4 | مارتا باستيانيلي   | Team Virtu Cycling Women ‏      | + 0 ث         |  |
| 5 | ايمي بيترز         | إس دي وركس ‏                    | + 0 ث         |  |
| 6 | لوت كوبيكي         | لوتو بيليسول للسيدات ‏          | + 0 ث         |  |
| 7 | Michela Balducci ‏  | Aromitalia–Basso Bikes–Vaiano ‏ | + 0 ث         |  |
| 8 | إيلينا سيتشيني     | كانيون–إس آر إيه إم ‏           | + 0 ث         |  |
| 9 | إليسا بالسامو      | فالكار سيلانس ‏                 | + 0 ث         |  |
| 10 | مارتا كافالي       | فالكار سيلانس ‏                 | + 0 ث         |  |

### تصنيف النقاط
| \| تصنيف النقاط \| تصنيف النقاط \| تصنيف النقاط \| تصنيف النقاط \| تصنيف النقاط \| \| المتسابقة \| المتسابقة \| الفريق \| النقاط \| \| \| ------------ \| ------------------- \| ------------------------------------- \| ------------ \| ------------ \| \| 1 \| مارتا باستيانيلي \| Team Virtu Cycling Women [الإنجليزية]‏ \| 460 نقطة \| \| \| 2 \| كيرستن وايلد \| Ceratizit Pro Cycling [الإنجليزية]‏ \| 450 نقطة \| \| \| 3 \| ماريان فوس \| ليف ريسينغ [الإنجليزية]‏ \| 345 نقطة \| \| \| 4 \| لورينا ويبيس \| باركهوتل فالكنبورغ [الإنجليزية]‏ \| 300 نقطة \| \| \| 5 \| لوت كوبيكي \| لوتو بيليسول للسيدات [الإنجليزية]‏ \| 280 نقطة \| \| \| 6 \| Chantal Blaak \| إس دي وركس [الإنجليزية]‏ \| 215 نقطة \| \| \| 7 \| سيسيلي أوتوب لودفيغ \| Équipe Paule Ka [الإنجليزية]‏ \| 210 نقطة \| \| \| 8 \| أنيميك فان فليوتن \| Liv AlUla Jayco [الإنجليزية]‏ \| 200 نقطة \| \| \| 9 \| كاتارزينا نيفيادوما \| كانيون–إس آر إيه إم [الإنجليزية]‏ \| 195 نقطة \| \| \| 10 \| ايمي بيترز \| إس دي وركس [الإنجليزية]‏ \| 190 نقطة \| \| |                     |                           |          |  |
| |                     |                           |          |  |
| مصدر: ProCyclingStats |                     |                           |          |  |
| تصنيف النقاط |                     |                           |          |  |
| المتسابقة | المتسابقة           | الفريق                    | النقاط   |  |
| 1 | مارتا باستيانيلي    | Team Virtu Cycling Women ‏ | 460 نقطة |  |
| 2 | كيرستن وايلد        | Ceratizit Pro Cycling ‏    | 450 نقطة |  |
| 3 | ماريان فوس          | ليف ريسينغ ‏               | 345 نقطة |  |
| 4 | لورينا ويبيس        | باركهوتل فالكنبورغ ‏       | 300 نقطة |  |
| 5 | لوت كوبيكي          | لوتو بيليسول للسيدات ‏     | 280 نقطة |  |
| 6 | Chantal Blaak       | إس دي وركس ‏               | 215 نقطة |  |
| 7 | سيسيلي أوتوب لودفيغ | Équipe Paule Ka ‏          | 210 نقطة |  |
| 8 | أنيميك فان فليوتن   | Liv AlUla Jayco ‏          | 200 نقطة |  |
| 9 | كاتارزينا نيفيادوما | كانيون–إس آر إيه إم ‏      | 195 نقطة |  |
| 10 | ايمي بيترز          | إس دي وركس ‏               | 190 نقطة |  |

### الفرق حسب النقاط
| \| ترتيب الفرق حسب النقاط \| ترتيب الفرق حسب النقاط \| ترتيب الفرق حسب النقاط \| ترتيب الفرق حسب النقاط \| \| الفريق \| الفريق \| النقاط \| \| \| ---------------------- \| -------------------------------------------- \| ---------------------- \| ---------------------- \| \| 1 \| إس دي وركس [الإنجليزية]‏ \| 719 نقطة \| \| \| 2 \| Ceratizit Pro Cycling [الإنجليزية]‏ \| 511 نقطة \| \| \| 3 \| Team Virtu Cycling Women [الإنجليزية]‏ \| 498 نقطة \| \| \| 4 \| ليف ريسينغ [الإنجليزية]‏ \| 455 نقطة \| \| \| 5 \| Lidl–Trek (women's team) [الإنجليزية]‏ \| 419 نقطة \| \| \| 6 \| كانيون إس آر إيه إم راسينغ 2019 [الإنجليزية]‏ \| 397 نقطة \| \| \| 7 \| Liv AlUla Jayco [الإنجليزية]‏ \| 387 نقطة \| \| \| 8 \| باركهوتل فالكنبورغ 2019 [الإنجليزية]‏ \| 313 نقطة \| \| \| 9 \| فريق سنويب للسيدات 2019 [الإنجليزية]‏ \| 304 نقطة \| \| \| 10 \| لوتو سودال للسيدات 2019 [الإنجليزية]‏ \| 303 نقطة \| \| |                                  |          |  |
| |                                  |          |  |
| مصدر: ProCyclingStats |                                  |          |  |
| ترتيب الفرق حسب النقاط |                                  |          |  |
| الفريق | الفريق                           | النقاط   |  |
| 1 | إس دي وركس ‏                      | 719 نقطة |  |
| 2 | Ceratizit Pro Cycling ‏           | 511 نقطة |  |
| 3 | Team Virtu Cycling Women ‏        | 498 نقطة |  |
| 4 | ليف ريسينغ ‏                      | 455 نقطة |  |
| 5 | Lidl–Trek (women's team) ‏        | 419 نقطة |  |
| 6 | كانيون إس آر إيه إم راسينغ 2019 ‏ | 397 نقطة |  |
| 7 | Liv AlUla Jayco ‏                 | 387 نقطة |  |
| 8 | باركهوتل فالكنبورغ 2019 ‏         | 313 نقطة |  |
| 9 | فريق سنويب للسيدات 2019 ‏         | 304 نقطة |  |
| 10 | لوتو سودال للسيدات 2019 ‏         | 303 نقطة |  |

### تصنيف أفضل شاب
| \| تصنيف أفضل شابة \| تصنيف أفضل شابة \| تصنيف أفضل شابة \| تصنيف أفضل شابة \| تصنيف أفضل شابة \| \| المتسابقة \| المتسابقة \| الفريق \| الوقت \| \| \| --------------- \| -------------------------------- \| ------------------------------------- \| --------------- \| --------------- \| \| 1 \| لورينا ويبيس \| باركهوتل فالكنبورغ [الإنجليزية]‏ \| \| \| \| 2 \| صوفيا بيرتيزولو \| Team Virtu Cycling Women [الإنجليزية]‏ \| \| \| \| 3 \| مارتا كافالي \| فالكار سيلانس [الإنجليزية]‏ \| \| \| \| 4 \| Évita Muzic [الإنجليزية]‏ \| FDJ–Suez [الإنجليزية]‏ \| \| \| \| 5 \| ليتيزيا باتيرنوستر \| Lidl–Trek (women's team) [الإنجليزية]‏ \| \| \| \| 6 \| سوزان أندرسن \| فريق سنويب للسيدات [الإنجليزية]‏ \| \| \| \| 7 \| Amber van der Hulst [الإنجليزية]‏ \| Jan van Arckel [لغات أخرى]‏ \| \| \| \| 8 \| ليان ليبرت \| فريق سنويب للسيدات [الإنجليزية]‏ \| \| \| \| 9 \| إليسا بالسامو \| فالكار سيلانس [الإنجليزية]‏ \| \| \| \| 10 \| Katia Ragusa [الإنجليزية]‏ \| بيبينك [الإنجليزية]‏ \| \| \| |                      |                           |       |  |
| |                      |                           |       |  |
| مصدر: ProCyclingStats |                      |                           |       |  |
| تصنيف أفضل شابة |                      |                           |       |  |
| المتسابقة | المتسابقة            | الفريق                    | الوقت |  |
| 1 | لورينا ويبيس         | باركهوتل فالكنبورغ ‏       |       |  |
| 2 | صوفيا بيرتيزولو      | Team Virtu Cycling Women ‏ |       |  |
| 3 | مارتا كافالي         | فالكار سيلانس ‏            |       |  |
| 4 | Évita Muzic ‏         | FDJ–Suez ‏                 |       |  |
| 5 | ليتيزيا باتيرنوستر   | Lidl–Trek (women's team) ‏ |       |  |
| 6 | سوزان أندرسن         | فريق سنويب للسيدات ‏       |       |  |
| 7 | Amber van der Hulst ‏ | Jan van Arckel ‏           |       |  |
| 8 | ليان ليبرت           | فريق سنويب للسيدات ‏       |       |  |
| 9 | إليسا بالسامو        | فالكار سيلانس ‏            |       |  |
| 10 | Katia Ragusa ‏        | بيبينك ‏                   |       |  |

## المشاركون
| Team Virtu Cycling Women ‏ TVC | Team Virtu Cycling Women ‏ TVC | Team Virtu Cycling Women ‏ TVC |
| ----------------------------- | ----------------------------- | ----------------------------- |
| م                             | عداء                          | مرتبة                         |
| 1                             | مارتا باستيانيلي (طريق)       | 4                             |
| 2                             | صوفيا بيرتيزولو               | 86                            |
| 3                             | باربرا جوارشي                 | 57                            |
| 4                             | ميكي كروجر                    | لم يكمل السباق                |
| 5                             | كريستينا سيجارد               | لم يكمل السباق                |
| 6                             | أنوسكا كوستر                  | 52                            |

| لوتو بيليسول للسيدات ‏ LSL | لوتو بيليسول للسيدات ‏ LSL | لوتو بيليسول للسيدات ‏ LSL |
| ------------------------- | ------------------------- | ------------------------- |
| م                         | عداء                      | مرتبة                     |
| 11                        | Annelies Dom ‏ (طريق)      | 49                        |
| 12                        | Dani Christmas ‏           | لم يكمل السباق            |
| 13                        | ديمي دي جونغ ‏             | 36                        |
| 14                        | Alana Castrique ‏          | لم يكمل السباق            |
| 15                        | لوت كوبيكي                | 6                         |
| 16                        | كيلي فان دن ستين          | 34                        |

| إس دي وركس ‏ DLT | إس دي وركس ‏ DLT        | إس دي وركس ‏ DLT |
| --------------- | ---------------------- | --------------- |
| م               | عداء                   | مرتبة           |
| 21              | Chantal Blaak (طريق)   | 71              |
| 22              | سكاي شنايدر            | 58              |
| 23              | Jip van den Bos ‏       | 72              |
| 24              | ايمي بيترز             | 5               |
| 25              | أمالي ديديريكسن (طريق) | 42              |
| 26              | كريستين ماجروس (طريق)  | 48              |

| يو أي أيه تيم ‏ ALE | يو أي أيه تيم ‏ ALE   | يو أي أيه تيم ‏ ALE |
| ------------------ | -------------------- | ------------------ |
| م                  | عداء                 | مرتبة              |
| 31                 | رومي كاسبر           | 96                 |
| 32                 | كلو هوسكينغ          | 21                 |
| 33                 | ثريا بالادين         | 55                 |
| 34                 | Nadia Quagliotto ‏    | 80                 |
| 35                 | Anna Trevisi ‏        | 99                 |
| 36                 | Eri Yonamine ‏ (طريق) | 64                 |

| Aromitalia–Basso Bikes–Vaiano ‏ VAI | Aromitalia–Basso Bikes–Vaiano ‏ VAI | Aromitalia–Basso Bikes–Vaiano ‏ VAI |
| ---------------------------------- | ---------------------------------- | ---------------------------------- |
| م                                  | عداء                               | مرتبة                              |
| 41                                 | Michela Balducci ‏                  | 7                                  |
| 42                                 | Letizia Borghesi ‏                  | 43                                 |
| 43                                 | Carmela Cipriani ‏                  | 39                                 |
| 44                                 | راسا ليليفيتو (طريق)               | 26                                 |
| 45                                 | Giulia Marchesini ‏                 | لم يكمل السباق                     |
| 46                                 | Sofia Beggin ‏                      | 67                                 |

| أيه آر مونكس برو سيكلينج للسيدات ‏ ASA | أيه آر مونكس برو سيكلينج للسيدات ‏ ASA | أيه آر مونكس برو سيكلينج للسيدات ‏ ASA |
| ------------------------------------- | ------------------------------------- | ------------------------------------- |
| م                                     | عداء                                  | مرتبة                                 |
| 51                                    | Marie-Soleil Blais ‏                   | لم يكمل السباق                        |
| 52                                    | إيلينا بيروني                         | 50                                    |
| 53                                    | Makhabbat Umutzhanova ‏                | لم يكمل السباق                        |
| 54                                    | Lizbeth Salazar ‏                      | 98                                    |
| 55                                    | Olga Shekel ‏ (طريق)                   | لم يكمل السباق                        |
| 56                                    | أرلينيس سيرا (طريق)                   | 14                                    |

| GT Krush Rebellease Pro Cycling ‏ BPC | GT Krush Rebellease Pro Cycling ‏ BPC | GT Krush Rebellease Pro Cycling ‏ BPC |
| ------------------------------------ | ------------------------------------ | ------------------------------------ |
| م                                    | عداء                                 | مرتبة                                |
| 61                                   | ناتالي فان غوخ                       | 40                                   |
| 62                                   | Teuntje Beekhuis ‏                    | لم يكمل السباق                       |
| 63                                   | هنريتا كولبورن                       | 17                                   |
| 64                                   | Merel Hofman ‏                        | لم يكمل السباق                       |
| 65                                   | Quinty Ton ‏                          | لم يكمل السباق                       |
| 66                                   | Nienke Wasmus ‏                       | لم يكمل السباق                       |

| Équipe Paule Ka ‏ BIG | Équipe Paule Ka ‏ BIG     | Équipe Paule Ka ‏ BIG |
| -------------------- | ------------------------ | -------------------- |
| م                    | عداء                     | مرتبة                |
| 71                   | Julie Norman Leth ‏       | 20                   |
| 72                   | Mikayla Harvey ‏          | لم يكمل السباق       |
| 73                   | Maria Vittoria Sperotto ‏ | 29                   |
| 74                   | ليا توماس                | 70                   |
| 75                   | سيسيلي أوتوب لودفيغ      | 54                   |
| 76                   | صوفي رايت                | 94                   |

| BTC City Ljubljana ‏ BTC | BTC City Ljubljana ‏ BTC | BTC City Ljubljana ‏ BTC |
| ----------------------- | ----------------------- | ----------------------- |
| م                       | عداء                    | مرتبة                   |
| 81                      | Maaike Boogaard ‏        | 32                      |
| 82                      | Hayley Simmonds ‏        | لم يكمل السباق          |
| 83                      | Anastasia Chursina      | لم يكمل السباق          |
| 84                      | حنا نيلسون              | 46                      |
| 85                      | Urša Pintar ‏            | لم يكمل السباق          |
| 86                      | مونيك فان دي ري         | لم يكمل السباق          |

| كانيون–إس آر إيه إم ‏ CSR | كانيون–إس آر إيه إم ‏ CSR | كانيون–إس آر إيه إم ‏ CSR |
| ------------------------ | ------------------------ | ------------------------ |
| م                        | عداء                     | مرتبة                    |
| 91                       | Alice Barnes             | 78                       |
| 92                       | هانا بارنز               | 87                       |
| 93                       | إيلينا سيتشيني           | 8                        |
| 94                       | كاتارزينا نيفيادوما      | 84                       |
| 95                       | ليزا كلاين               | 31                       |
| 96                       | الكسيس ريان              | 85                       |

| ليف ريسينغ ‏ CCC | ليف ريسينغ ‏ CCC    | ليف ريسينغ ‏ CCC |
| --------------- | ------------------ | --------------- |
| م               | عداء               | مرتبة           |
| 101             | ماريان فوس         | 13              |
| 102             | Jeanne Korevaar ‏   | 75              |
| 103             | Evy Kuijpers ‏      | 81              |
| 104             | Marta Lach ‏        | لم يكمل السباق  |
| 105             | آشلي مولمان (طريق) | 28              |
| 106             | Valerie Demey ‏     | لم يكمل السباق  |

| دولتشيني فان إيك بروكسيموس ‏ DVE | دولتشيني فان إيك بروكسيموس ‏ DVE | دولتشيني فان إيك بروكسيموس ‏ DVE |
| ------------------------------- | ------------------------------- | ------------------------------- |
| م                               | عداء                            | مرتبة                           |
| 111                             | دانييلا ريس (طريق)              | 44                              |
| 112                             | Séverine Eraud ‏                 | 91                              |
| 113                             | Pascale Jeuland-Tranchant       | 22                              |
| 114                             | Bryony van Velzen ‏              | لم يكمل السباق                  |
| 115                             | Saartje Vandenbroucke ‏          | لم يكمل السباق                  |
| 116                             | Jesse Vandenbulcke ‏             | 11                              |

| دروبز ‏ DRP | دروبز ‏ DRP          | دروبز ‏ DRP     |
| ---------- | ------------------- | -------------- |
| م          | عداء                | مرتبة          |
| 121        | غريس أندرسون        | لم يكمل السباق |
| 122        | إليزابيث هولدن      | 41             |
| 123        | آنا كريستيان ‏       | 95             |
| 124        | Abby-Mae Parkinson ‏ | 45             |
| 125        | هانا بايتون ‏        | لم يكمل السباق |
| 126        | لوسي شو             | لم يكمل السباق |

| FDJ–Suez ‏ FDJ | FDJ–Suez ‏ FDJ       | FDJ–Suez ‏ FDJ  |
| ------------- | ------------------- | -------------- |
| م             | عداء                | مرتبة          |
| 131           | شارلوت بيكر         | 68             |
| 132           | Charlotte Bravard ‏  | 37             |
| 133           | أوجيني دوفال        | 60             |
| 134           | إميليا فهلين (طريق) | 18             |
| 135           | لورين كيتشن         | 47             |
| 136           | Greta Richioud ‏     | لم يكمل السباق |

| Health Mate–Cyclelive Team ‏ HMT | Health Mate–Cyclelive Team ‏ HMT | Health Mate–Cyclelive Team ‏ HMT |
| ------------------------------- | ------------------------------- | ------------------------------- |
| م                               | عداء                            | مرتبة                           |
| 141                             | Lara Defour ‏                    | لم يكمل السباق                  |
| 142                             | Sara Mustonen (cyclist) ‏        | 12                              |
| 143                             | Christina Schweinberger ‏        | 89                              |
| 144                             | Kathrin Schweinberger ‏          | 97                              |
| 145                             | Zsófia Szabó ‏                   | لم يكمل السباق                  |
| 146                             | كيرستي فان هافتن                | لم يكمل السباق                  |

| تيم كوب هايتك بوردكتس ‏ HPU | تيم كوب هايتك بوردكتس ‏ HPU | تيم كوب هايتك بوردكتس ‏ HPU |
| -------------------------- | -------------------------- | -------------------------- |
| م                          | عداء                       | مرتبة                      |
| 151                        | لوسي جارنر                 | لم يكمل السباق             |
| 152                        | Ingvild Gåskjenn ‏          | لم يكمل السباق             |
| 153                        | Vita Heine ‏ (طريق)         | لم يكمل السباق             |
| 154                        | Julie Meyer Solvang ‏       | لم يكمل السباق             |
| 155                        | Chanella Stougje ‏          | لم يكمل السباق             |
| 156                        | Lonneke Uneken ‏            | 88                         |

| Liv AlUla Jayco ‏ MTS | Liv AlUla Jayco ‏ MTS | Liv AlUla Jayco ‏ MTS |
| -------------------- | -------------------- | -------------------- |
| م                    | عداء                 | مرتبة                |
| 161                  | جيسيكا ألين          | لم يكمل السباق       |
| 162                  | غريس براون           | 56                   |
| 163                  | غراسي إلفن           | 33                   |
| 164                  | سارة روي             | 38                   |
| 165                  | Moniek Tenniglo ‏     | 51                   |
| 166                  | أماندا سبرات         | 79                   |

| موفيستار للسيدات ‏ MOV | موفيستار للسيدات ‏ MOV    | موفيستار للسيدات ‏ MOV |
| --------------------- | ------------------------ | --------------------- |
| م                     | عداء                     | مرتبة                 |
| 171                   | أود بيانيك (طريق)        | 61                    |
| 172                   | روكسان فورنييه           | 19                    |
| 173                   | أليسيا غونزاليس بلانكو   | 59                    |
| 174                   | شيلا جوتيريز             | 62                    |
| 175                   | ماغورزاتا جاسيسكا (طريق) | لم يكمل السباق        |
| 176                   | غلوريا رودريغيز          | لم يكمل السباق        |

| باركهوتل فالكنبورغ ‏ PHV | باركهوتل فالكنبورغ ‏ PHV | باركهوتل فالكنبورغ ‏ PHV |
| ----------------------- | ----------------------- | ----------------------- |
| م                       | عداء                    | مرتبة                   |
| 181                     | آن صوفي دويك            | 93                      |
| 182                     | Marit Raaijmakers ‏      | 65                      |
| 183                     | Nina Buijsman ‏          | 90                      |
| 184                     | روكسان كنيتيمان         | 66                      |
| 185                     | ديمي فوليرينغ           | 35                      |
| 186                     | لورينا ويبيس            | 2                       |

| فريق سنويب للسيدات ‏ SUN | فريق سنويب للسيدات ‏ SUN | فريق سنويب للسيدات ‏ SUN |
| ----------------------- | ----------------------- | ----------------------- |
| م                       | عداء                    | مرتبة                   |
| 191                     | لوسيندا براند           | 69                      |
| 192                     | بيرنيل ماثيسين          | لم يكمل السباق          |
| 193                     | ليا كيرشمان             | 24                      |
| 194                     | فلورتجي ماكايج          | 53                      |
| 195                     | Coryn Rivera (طريق)     | 23                      |
| 196                     | Julia Soek ‏             | لم يكمل السباق          |

| EF Education–Tibco–SVB ‏ TIB | EF Education–Tibco–SVB ‏ TIB | EF Education–Tibco–SVB ‏ TIB |
| --------------------------- | --------------------------- | --------------------------- |
| م                           | عداء                        | مرتبة                       |
| 201                         | برودي شابمان                | 82                          |
| 202                         | لورين ستيفنز                | لم يكمل السباق              |
| 203                         | أليسون جاكسون               | 25                          |
| 204                         | نينا كيسلر                  | 16                          |
| 205                         | كيندال ريان                 | لم يكمل السباق              |
| 206                         | Rozanne Slik ‏               | 30                          |

| Lidl–Trek (women's team) ‏ TFS | Lidl–Trek (women's team) ‏ TFS | Lidl–Trek (women's team) ‏ TFS |
| ----------------------------- | ----------------------------- | ----------------------------- |
| م                             | عداء                          | مرتبة                         |
| 211                           | Ellen van Dijk                | 76                            |
| 212                           | Lotta Lepistö (طريق)          | 15                            |
| 213                           | إليسا ونغو بورغيني            | 77                            |
| 214                           | ليتيزيا باتيرنوستر            | 3                             |
| 215                           | Lauretta Hanson ‏              | لم يكمل السباق                |
| 216                           | تريكسي ووراك                  | 100                           |

| فالكار سيلانس ‏ VAL | فالكار سيلانس ‏ VAL      | فالكار سيلانس ‏ VAL |
| ------------------ | ----------------------- | ------------------ |
| م                  | عداء                    | مرتبة              |
| 221                | إليسا بالسامو           | 9                  |
| 222                | مارتا كافالي (طريق)     | 10                 |
| 223                | ماريا جوليا كونفالونيري | 27                 |
| 224                | Silvia Pollicini ‏       | لم يكمل السباق     |
| 225                | Silvia Persico ‏         | 83                 |
| 226                | Ilaria Sanguineti ‏      | 101                |

| Ceratizit Pro Cycling ‏ WNT | Ceratizit Pro Cycling ‏ WNT | Ceratizit Pro Cycling ‏ WNT |
| -------------------------- | -------------------------- | -------------------------- |
| م                          | عداء                       | مرتبة                      |
| 231                        | كيرستن وايلد               | 1                          |
| 232                        | Gabrielle Pilote Fortin ‏   | لم يكمل السباق             |
| 233                        | كلوديا كوستر               | 92                         |
| 234                        | Sarah Rijkes ‏              | 74                         |
| 235                        | Lara Vieceli ‏              | 63                         |
| 236                        | ليزا برينور                | 73                         |

| Team Virtu Cycling Women ‏ TVC | Team Virtu Cycling Women ‏ TVC | Team Virtu Cycling Women ‏ TVC |
| ----------------------------- | ----------------------------- | ----------------------------- |
| م                             | عداء                          | مرتبة                         |
| 1                             | مارتا باستيانيلي (طريق)       | 4                             |
| 2                             | صوفيا بيرتيزولو               | 86                            |
| 3                             | باربرا جوارشي                 | 57                            |
| 4                             | ميكي كروجر                    | لم يكمل السباق                |
| 5                             | كريستينا سيجارد               | لم يكمل السباق                |
| 6                             | أنوسكا كوستر                  | 52                            |

| لوتو بيليسول للسيدات ‏ LSL | لوتو بيليسول للسيدات ‏ LSL | لوتو بيليسول للسيدات ‏ LSL |
| ------------------------- | ------------------------- | ------------------------- |
| م                         | عداء                      | مرتبة                     |
| 11                        | Annelies Dom ‏ (طريق)      | 49                        |
| 12                        | Dani Christmas ‏           | لم يكمل السباق            |
| 13                        | ديمي دي جونغ ‏             | 36                        |
| 14                        | Alana Castrique ‏          | لم يكمل السباق            |
| 15                        | لوت كوبيكي                | 6                         |
| 16                        | كيلي فان دن ستين          | 34                        |

| إس دي وركس ‏ DLT | إس دي وركس ‏ DLT        | إس دي وركس ‏ DLT |
| --------------- | ---------------------- | --------------- |
| م               | عداء                   | مرتبة           |
| 21              | Chantal Blaak (طريق)   | 71              |
| 22              | سكاي شنايدر            | 58              |
| 23              | Jip van den Bos ‏       | 72              |
| 24              | ايمي بيترز             | 5               |
| 25              | أمالي ديديريكسن (طريق) | 42              |
| 26              | كريستين ماجروس (طريق)  | 48              |

| يو أي أيه تيم ‏ ALE | يو أي أيه تيم ‏ ALE   | يو أي أيه تيم ‏ ALE |
| ------------------ | -------------------- | ------------------ |
| م                  | عداء                 | مرتبة              |
| 31                 | رومي كاسبر           | 96                 |
| 32                 | كلو هوسكينغ          | 21                 |
| 33                 | ثريا بالادين         | 55                 |
| 34                 | Nadia Quagliotto ‏    | 80                 |
| 35                 | Anna Trevisi ‏        | 99                 |
| 36                 | Eri Yonamine ‏ (طريق) | 64                 |

| Aromitalia–Basso Bikes–Vaiano ‏ VAI | Aromitalia–Basso Bikes–Vaiano ‏ VAI | Aromitalia–Basso Bikes–Vaiano ‏ VAI |
| ---------------------------------- | ---------------------------------- | ---------------------------------- |
| م                                  | عداء                               | مرتبة                              |
| 41                                 | Michela Balducci ‏                  | 7                                  |
| 42                                 | Letizia Borghesi ‏                  | 43                                 |
| 43                                 | Carmela Cipriani ‏                  | 39                                 |
| 44                                 | راسا ليليفيتو (طريق)               | 26                                 |
| 45                                 | Giulia Marchesini ‏                 | لم يكمل السباق                     |
| 46                                 | Sofia Beggin ‏                      | 67                                 |

| أيه آر مونكس برو سيكلينج للسيدات ‏ ASA | أيه آر مونكس برو سيكلينج للسيدات ‏ ASA | أيه آر مونكس برو سيكلينج للسيدات ‏ ASA |
| ------------------------------------- | ------------------------------------- | ------------------------------------- |
| م                                     | عداء                                  | مرتبة                                 |
| 51                                    | Marie-Soleil Blais ‏                   | لم يكمل السباق                        |
| 52                                    | إيلينا بيروني                         | 50                                    |
| 53                                    | Makhabbat Umutzhanova ‏                | لم يكمل السباق                        |
| 54                                    | Lizbeth Salazar ‏                      | 98                                    |
| 55                                    | Olga Shekel ‏ (طريق)                   | لم يكمل السباق                        |
| 56                                    | أرلينيس سيرا (طريق)                   | 14                                    |

| GT Krush Rebellease Pro Cycling ‏ BPC | GT Krush Rebellease Pro Cycling ‏ BPC | GT Krush Rebellease Pro Cycling ‏ BPC |
| ------------------------------------ | ------------------------------------ | ------------------------------------ |
| م                                    | عداء                                 | مرتبة                                |
| 61                                   | ناتالي فان غوخ                       | 40                                   |
| 62                                   | Teuntje Beekhuis ‏                    | لم يكمل السباق                       |
| 63                                   | هنريتا كولبورن                       | 17                                   |
| 64                                   | Merel Hofman ‏                        | لم يكمل السباق                       |
| 65                                   | Quinty Ton ‏                          | لم يكمل السباق                       |
| 66                                   | Nienke Wasmus ‏                       | لم يكمل السباق                       |

| Équipe Paule Ka ‏ BIG | Équipe Paule Ka ‏ BIG     | Équipe Paule Ka ‏ BIG |
| -------------------- | ------------------------ | -------------------- |
| م                    | عداء                     | مرتبة                |
| 71                   | Julie Norman Leth ‏       | 20                   |
| 72                   | Mikayla Harvey ‏          | لم يكمل السباق       |
| 73                   | Maria Vittoria Sperotto ‏ | 29                   |
| 74                   | ليا توماس                | 70                   |
| 75                   | سيسيلي أوتوب لودفيغ      | 54                   |
| 76                   | صوفي رايت                | 94                   |

| BTC City Ljubljana ‏ BTC | BTC City Ljubljana ‏ BTC | BTC City Ljubljana ‏ BTC |
| ----------------------- | ----------------------- | ----------------------- |
| م                       | عداء                    | مرتبة                   |
| 81                      | Maaike Boogaard ‏        | 32                      |
| 82                      | Hayley Simmonds ‏        | لم يكمل السباق          |
| 83                      | Anastasia Chursina      | لم يكمل السباق          |
| 84                      | حنا نيلسون              | 46                      |
| 85                      | Urša Pintar ‏            | لم يكمل السباق          |
| 86                      | مونيك فان دي ري         | لم يكمل السباق          |

| كانيون–إس آر إيه إم ‏ CSR | كانيون–إس آر إيه إم ‏ CSR | كانيون–إس آر إيه إم ‏ CSR |
| ------------------------ | ------------------------ | ------------------------ |
| م                        | عداء                     | مرتبة                    |
| 91                       | Alice Barnes             | 78                       |
| 92                       | هانا بارنز               | 87                       |
| 93                       | إيلينا سيتشيني           | 8                        |
| 94                       | كاتارزينا نيفيادوما      | 84                       |
| 95                       | ليزا كلاين               | 31                       |
| 96                       | الكسيس ريان              | 85                       |

| ليف ريسينغ ‏ CCC | ليف ريسينغ ‏ CCC    | ليف ريسينغ ‏ CCC |
| --------------- | ------------------ | --------------- |
| م               | عداء               | مرتبة           |
| 101             | ماريان فوس         | 13              |
| 102             | Jeanne Korevaar ‏   | 75              |
| 103             | Evy Kuijpers ‏      | 81              |
| 104             | Marta Lach ‏        | لم يكمل السباق  |
| 105             | آشلي مولمان (طريق) | 28              |
| 106             | Valerie Demey ‏     | لم يكمل السباق  |

| دولتشيني فان إيك بروكسيموس ‏ DVE | دولتشيني فان إيك بروكسيموس ‏ DVE | دولتشيني فان إيك بروكسيموس ‏ DVE |
| ------------------------------- | ------------------------------- | ------------------------------- |
| م                               | عداء                            | مرتبة                           |
| 111                             | دانييلا ريس (طريق)              | 44                              |
| 112                             | Séverine Eraud ‏                 | 91                              |
| 113                             | Pascale Jeuland-Tranchant       | 22                              |
| 114                             | Bryony van Velzen ‏              | لم يكمل السباق                  |
| 115                             | Saartje Vandenbroucke ‏          | لم يكمل السباق                  |
| 116                             | Jesse Vandenbulcke ‏             | 11                              |

| دروبز ‏ DRP | دروبز ‏ DRP          | دروبز ‏ DRP     |
| ---------- | ------------------- | -------------- |
| م          | عداء                | مرتبة          |
| 121        | غريس أندرسون        | لم يكمل السباق |
| 122        | إليزابيث هولدن      | 41             |
| 123        | آنا كريستيان ‏       | 95             |
| 124        | Abby-Mae Parkinson ‏ | 45             |
| 125        | هانا بايتون ‏        | لم يكمل السباق |
| 126        | لوسي شو             | لم يكمل السباق |

| FDJ–Suez ‏ FDJ | FDJ–Suez ‏ FDJ       | FDJ–Suez ‏ FDJ  |
| ------------- | ------------------- | -------------- |
| م             | عداء                | مرتبة          |
| 131           | شارلوت بيكر         | 68             |
| 132           | Charlotte Bravard ‏  | 37             |
| 133           | أوجيني دوفال        | 60             |
| 134           | إميليا فهلين (طريق) | 18             |
| 135           | لورين كيتشن         | 47             |
| 136           | Greta Richioud ‏     | لم يكمل السباق |

| Health Mate–Cyclelive Team ‏ HMT | Health Mate–Cyclelive Team ‏ HMT | Health Mate–Cyclelive Team ‏ HMT |
| ------------------------------- | ------------------------------- | ------------------------------- |
| م                               | عداء                            | مرتبة                           |
| 141                             | Lara Defour ‏                    | لم يكمل السباق                  |
| 142                             | Sara Mustonen (cyclist) ‏        | 12                              |
| 143                             | Christina Schweinberger ‏        | 89                              |
| 144                             | Kathrin Schweinberger ‏          | 97                              |
| 145                             | Zsófia Szabó ‏                   | لم يكمل السباق                  |
| 146                             | كيرستي فان هافتن                | لم يكمل السباق                  |

| تيم كوب هايتك بوردكتس ‏ HPU | تيم كوب هايتك بوردكتس ‏ HPU | تيم كوب هايتك بوردكتس ‏ HPU |
| -------------------------- | -------------------------- | -------------------------- |
| م                          | عداء                       | مرتبة                      |
| 151                        | لوسي جارنر                 | لم يكمل السباق             |
| 152                        | Ingvild Gåskjenn ‏          | لم يكمل السباق             |
| 153                        | Vita Heine ‏ (طريق)         | لم يكمل السباق             |
| 154                        | Julie Meyer Solvang ‏       | لم يكمل السباق             |
| 155                        | Chanella Stougje ‏          | لم يكمل السباق             |
| 156                        | Lonneke Uneken ‏            | 88                         |

| Liv AlUla Jayco ‏ MTS | Liv AlUla Jayco ‏ MTS | Liv AlUla Jayco ‏ MTS |
| -------------------- | -------------------- | -------------------- |
| م                    | عداء                 | مرتبة                |
| 161                  | جيسيكا ألين          | لم يكمل السباق       |
| 162                  | غريس براون           | 56                   |
| 163                  | غراسي إلفن           | 33                   |
| 164                  | سارة روي             | 38                   |
| 165                  | Moniek Tenniglo ‏     | 51                   |
| 166                  | أماندا سبرات         | 79                   |

| موفيستار للسيدات ‏ MOV | موفيستار للسيدات ‏ MOV    | موفيستار للسيدات ‏ MOV |
| --------------------- | ------------------------ | --------------------- |
| م                     | عداء                     | مرتبة                 |
| 171                   | أود بيانيك (طريق)        | 61                    |
| 172                   | روكسان فورنييه           | 19                    |
| 173                   | أليسيا غونزاليس بلانكو   | 59                    |
| 174                   | شيلا جوتيريز             | 62                    |
| 175                   | ماغورزاتا جاسيسكا (طريق) | لم يكمل السباق        |
| 176                   | غلوريا رودريغيز          | لم يكمل السباق        |

| باركهوتل فالكنبورغ ‏ PHV | باركهوتل فالكنبورغ ‏ PHV | باركهوتل فالكنبورغ ‏ PHV |
| ----------------------- | ----------------------- | ----------------------- |
| م                       | عداء                    | مرتبة                   |
| 181                     | آن صوفي دويك            | 93                      |
| 182                     | Marit Raaijmakers ‏      | 65                      |
| 183                     | Nina Buijsman ‏          | 90                      |
| 184                     | روكسان كنيتيمان         | 66                      |
| 185                     | ديمي فوليرينغ           | 35                      |
| 186                     | لورينا ويبيس            | 2                       |

| فريق سنويب للسيدات ‏ SUN | فريق سنويب للسيدات ‏ SUN | فريق سنويب للسيدات ‏ SUN |
| ----------------------- | ----------------------- | ----------------------- |
| م                       | عداء                    | مرتبة                   |
| 191                     | لوسيندا براند           | 69                      |
| 192                     | بيرنيل ماثيسين          | لم يكمل السباق          |
| 193                     | ليا كيرشمان             | 24                      |
| 194                     | فلورتجي ماكايج          | 53                      |
| 195                     | Coryn Rivera (طريق)     | 23                      |
| 196                     | Julia Soek ‏             | لم يكمل السباق          |

| EF Education–Tibco–SVB ‏ TIB | EF Education–Tibco–SVB ‏ TIB | EF Education–Tibco–SVB ‏ TIB |
| --------------------------- | --------------------------- | --------------------------- |
| م                           | عداء                        | مرتبة                       |
| 201                         | برودي شابمان                | 82                          |
| 202                         | لورين ستيفنز                | لم يكمل السباق              |
| 203                         | أليسون جاكسون               | 25                          |
| 204                         | نينا كيسلر                  | 16                          |
| 205                         | كيندال ريان                 | لم يكمل السباق              |
| 206                         | Rozanne Slik ‏               | 30                          |

| Lidl–Trek (women's team) ‏ TFS | Lidl–Trek (women's team) ‏ TFS | Lidl–Trek (women's team) ‏ TFS |
| ----------------------------- | ----------------------------- | ----------------------------- |
| م                             | عداء                          | مرتبة                         |
| 211                           | Ellen van Dijk                | 76                            |
| 212                           | Lotta Lepistö (طريق)          | 15                            |
| 213                           | إليسا ونغو بورغيني            | 77                            |
| 214                           | ليتيزيا باتيرنوستر            | 3                             |
| 215                           | Lauretta Hanson ‏              | لم يكمل السباق                |
| 216                           | تريكسي ووراك                  | 100                           |

| فالكار سيلانس ‏ VAL | فالكار سيلانس ‏ VAL      | فالكار سيلانس ‏ VAL |
| ------------------ | ----------------------- | ------------------ |
| م                  | عداء                    | مرتبة              |
| 221                | إليسا بالسامو           | 9                  |
| 222                | مارتا كافالي (طريق)     | 10                 |
| 223                | ماريا جوليا كونفالونيري | 27                 |
| 224                | Silvia Pollicini ‏       | لم يكمل السباق     |
| 225                | Silvia Persico ‏         | 83                 |
| 226                | Ilaria Sanguineti ‏      | 101                |

| Ceratizit Pro Cycling ‏ WNT | Ceratizit Pro Cycling ‏ WNT | Ceratizit Pro Cycling ‏ WNT |
| -------------------------- | -------------------------- | -------------------------- |
| م                          | عداء                       | مرتبة                      |
| 231                        | كيرستن وايلد               | 1                          |
| 232                        | Gabrielle Pilote Fortin ‏   | لم يكمل السباق             |
| 233                        | كلوديا كوستر               | 92                         |
| 234                        | Sarah Rijkes ‏              | 74                         |
| 235                        | Lara Vieceli ‏              | 63                         |
| 236                        | ليزا برينور                | 73                         |

## وصلات خارجية
- الموقع الرسمي
- لمحة عن سباق غنت-وفلجم للسيدات 2019 على موقع  ProCyclingStats   (برو  سايكلنج  ستاتس) - إحصاءات  محترفي  الدراجات.

- غنت-وفلجم للسيدات 2019 على موقع إحصائيات الدراجات الإحترافية (الإنجليزية)